# Staurastrum boreale
Staurastrum boreale là một loài Song tinh tảo trong họ Desmidiaceae, thuộc chi Staurastrum.